# عمقي (المخادر)

تعديل مصدري - تعديل

عمقي هي محلة في قرية بيت جعدي التابعة لعزلة بضعة بمديرية المخادر إحدى مديريات محافظة إب في الجمهورية اليمنية، بلغ تعداد سكانها 225 حسب تعداد اليمن لعام 2004.